# Psychrophrynella harveyi
Espèce
Synonymes
- Phrynopus harveyi Muñoz, Aguayo & De la Riva, 2007

Statut de conservation UICN

 DD  : Données insuffisantes
Psychrophrynella harveyi est une espèce d'amphibiens de la famille des Craugastoridae.

## Répartition
Cette espèce est endémique de la province d'Ayopaya dans le département de Cochabamba en Bolivie. Elle se rencontre à Jatum Incacasani de 3 400 à 4 000 m d'altitude dans la cordillère Orientale.

## Description
Cette espèce mesure jusqu'à 22,5 mm.

## Étymologie
Cette espèce est nommée en l'honneur de Michael Brown Harvey.

## Publication originale
- De la Riva, 2007 : Bolivian frogs of the genus Phrynopus, with the description of twelve new species (Anura: Brachycephalidae). Herpetological Monographs, vol. 21, p. 241-277 (texte intégral).